# Ashley Walters
Ashley Anthony Walters (Peckham, 30 juni 1982), ook bekend onder zijn artiestennaam Asher D, is een Brits acteur en rapper. Hij was lid van de UK garage-groep So Solid Crew. 
Als acteur is hij vooral bekend van zijn rol als Dushane in de Britse televisieserie Top Boy (2011-2023), waarin hij vijf seizoenen speelde. Verder speelde hij onder meer in de film Get Rich or Die Tryin' en de serie Adolescence.

## Filmografie

### Films
- Some Voices (2000)
- Born Romantic (2000)
- Bullet Boy (2004)
- House of 9 (2005)
- Goal! (2005)
- Get Rich or Die Tryin' (2005)
- Stormbreaker (2006)
- Life and Lyrics (2006)
- WΔZ (2007)
- Sugarhouse (2007)
- Speed Racer (2008)
- Tu£sday (2008)
- Anuvahood (2011)
- Sket (2011)
- Demons Never Die (2011)
- St George's Day (2012)
- Grace and Danger (2013)
- All Stars (2013)
- Montana (2014)
- Billionaire Ransom (2016)
- Demain tout commence (2016)

### Televisie
- The Adventures of Young Indiana Jones (1992)
- Grange Hill (1997)
- Never Never (2000)
- The Whistle-Blower (2001)
- The Hidden City (2002)
- Last Rights (2005)
- Hustle (2007)
- Five Days (2010)
- Outcasts (2011)
- Top Boy (2011-2023)
- Inside Men (2012)
- Truckers (2013)
- Cuffs (2015)
- The Aliens (2016)
- Safe House (2017)
- In the Dark (2017)
- Bulletproof (2018-2021)
- A Thousand Blows (2025)
- Missing You (2025)
- Adolescence (2025)

## Discografie
Albums
- Why Me? (2002)
- Street Sibling (2007)
- In Memory of the Street Fighter (2006)
- Ashley Walters (2009)